# La Trinidad (Benguet)
La Trinidad es un municipio en la región de La Cordillera y capital de la provincia filipina de Benguet. 

## Geografía
El pueblo está situada 253 kilómetros al norte de Manila y 3 kilómetros al norte de la Ciudad de Baguio.
La Trinidad tiene un área de 82,73 kilómetros cuadrado. La tierra es generalmente montañosa.
Según el censo de 2000, su población es de 67,963 habitantes en 13,658 casas.

## Educación
La Trinidad tiene una universidad de estado, la Universidad de Estado de Benguet (en inglés: Benguet State University).

## Barrios
La Trinidad tiene 16 barrios:
| - Alapang - Alno - Ambiong - Bahong - Balili - Beckel - Bineng - Betag | - Cruz - Lubas - Pico - Población - Puguis - Shilan - Tawang - Wangal |

- Datos: Q30351
- Multimedia: La Trinidad, Benguet / Q30351

1. ↑  Worldpostalcodes.org, código postal n.º 2601.